# Качоренко Олександр Віталійович
Качоренко Олександр Віталійович (*26 серпня 1980 року, Харків) — український футболіст,  що грає на позиції воротаря. Відомий виступами за харківські клуби «Геліос» та «Металіст».

## Біографія
Вихованець харківського футболу − СДЮСШОР «Металіст» (Харків).
У 1997—2002 роках виступав за «Металіст-2» (Харків), після чого виступав протягом 2002—2004 років за основну команду «Металіста», бувши в основному запасним воротарем. У сезоні 2003/04 провів 16 матчів за «основу» «Металіста» та виборов у складі клубу срібні медалі чемпіонату України у Першій лізі та право на підвищення у класі.
У 2004 році перейшов до харківського «Геліоса», за який виступав протягом семи з половиною сезонів, провівши за цей клуб 168 матчів у Першій лізі та 6 у Кубку України.
У 2012 році провів півсезону у складі довжанського «Шахтаря».
У 2014—2017 роках виступав за харківську аматорську команду «Електроважмаш», яка у 2016 р. змінила назву на «Соллі Плюс».

## Кар'єра
| Клуб                | Сезон              | Ліга               | Чемпіонат | Чемпіонат | Кубок | Кубок | Разом | Разом |
| Клуб                | Сезон              | Ліга               | Ігри      | Голи      | Ігри  | Голи  | Ігри  | Голи  |
| ------------------- | ------------------ | ------------------ | --------- | --------- | ----- | ----- | ----- | ----- |
| «Металіст-2» Харків | 1997—98            | Друга ліга         | 2         | 0         | 0     | 0     | 2     | 0     |
| «Металіст-2» Харків | 1998—99            | Друга ліга         | 0         | 0         | 0     | 0     | 0     | 0     |
| «Металіст-2» Харків | 1999—00            | Друга ліга         | 9         | 0         | 3     | 0     | 12    | 0     |
| «Металіст-2» Харків | 2000—01            | Друга ліга         | 19        | 0         | 0     | 0     | 19    | 0     |
| «Металіст-2» Харків | 2001—02            | Друга ліга         | 12        | 0         | 0     | 0     | 12    | 0     |
| «Металіст-2» Харків | 2002—03            | Друга ліга         | 18        | 1         | 0     | 0     | 18    | 1     |
| «Металіст» Харків   | 2003—04            | Перша ліга         | 16        | 0         | 0     | 0     | 16    | 0     |
| «Металіст-2» Харків | 2003—04            | Друга ліга         | 12        | 0         | 0     | 0     | 12    | 0     |
| «Геліос» Харків     | 2004–05            | Друга ліга         | 16        | 0         | 1     | 0     | 17    | 0     |
| «Геліос» Харків     | 2005–06            | Перша ліга         | 32        | 0         | 1     | 0     | 33    | 0     |
| «Геліос» Харків     | 2006–07            | Перша ліга         | 21        | 0         | 0     | 0     | 21    | 0     |
| «Геліос» Харків     | 2007–08            | Перша ліга         | 30        | 0         | 2     | 0     | 32    | 0     |
| «Геліос» Харків     | 2008–09            | Перша ліга         | 27        | 0         | 2     | 0     | 29    | 0     |
| «Геліос» Харків     | 2009–10            | Перша ліга         | 26        | 0         | 0     | 0     | 26    | 0     |
| «Геліос» Харків     | 2010–11            | Перша ліга         | 16        | 0         | 0     | 0     | 16    | 0     |
| «Геліос» Харків     | 2011–12            | Перша ліга         | 0         | 0         | 0     | 0     | 0     | 0     |
| «Геліос» Харків     | Всього за «Геліос» | Всього за «Геліос» | 168       | 0         | 6     | 0     | 174   | 0     |
| «Шахтар» Довжанськ  | 2011–12            | Друга ліга         | 5         | 0         | 0     | 0     | 5     | 0     |
| Всього за кар'єру   | Всього за кар'єру  | Всього за кар'єру  | 261       | 1         | 9     | 0     | 270   | 1     |

## Досягнення
- Срібний призер Першості України серед команд першої ліги (2004 р.)
- Переможець Першості України серед команд другої ліги (2005 р.)